# Red Hot Chili Peppers
Red Hot Chili Peppers su američka rock grupa iz Los Angelesa. Sadašnji članovi grupe su Anthony Kiedis (vokali), Flea (bas-gitara), Chad Smith (bubnjevi) i John Frusciante (gitara). Nominirani su za 16 Grammy-a, a dobili su ih 6. Najveći uspjeh grupa je postigla nakon albuma Californication. Jedna su od grupa najprepoznatljivijeg zvuka, koja objedinjuje raznovrsne glazbene stilove: funk, rock, punk rock i psihodeliju.

## Povijest sastava
Osnovana je 1983. u Los Angelesu, od tada je mijenjala nekoliko postava, a od samog početka članovi grupe su pjevač Anthony Kiedis i Michael "Flea" Balzary. U dopuni njima dvojici, na gitari je bio Hillel Slovak, a na bubnju Jack Irons. Međutim, Slovak je umro od predoziranja heroinom 1988, što je uzokovalo Ironsov odlazak. Ironsa je ubrzo zamijenio D.H.Peligro, bivši Dead Kennedys bubnjar, prije no što su našli stalnu zamjenu Chada Smitha, dok je Slovaka zamijenio John Frusciante. Ta postava je snimila njihov četvrti i peti album, Mother's Milk 1989. godine i Blood Sugar Sex Magik 1991. godine. Blood Sugar je bio presudan uspjeh, te se prodao u više od 12 milijuna primjeraka. Međutim, Frusciante se nije mogao nositi s pritiskom uspjeha, te je iznenada napustio sastav 1992. godine. Kiedis, Flea i Smith su angažirali Davea Navarra iz Jane's Addictiona za njihov idući album, One Hot Minute. Na kraju nije uspio parirati presudnom uspjehu Blood Sugara, prodao se u nešto manje od 6 milijuna primjeraka. Poslije toga Navarro je otpušten zbog kreativnih razlika. Frusciante, dok je bio odsutan, postao je ovisnik i skoro je umro. Godine 1998. izašao je iz komune, i na Fleajev zahtjev, vratio se u sastav. Godine 1999. su u studiju snimili Californication, koji se prodao u 15 milijuna primjeraka, te postao njihov najuspješniji album do danas. Popraćen je tri godine kasnije s By The Way, koji je nastavio njihov uspjeh. Godine 2006. izdali su dvostruki album Stadium Arcadium. Rolling Stone magazin ga je izabrao za drugi najbolji album godine, te je nominiran za "Album of the year" Grammy 2007.

### Osnutak sastava
Sastav Red Hot Chili Peppers (u originalu Tony Flow and the Miraculously Majestic Masters of Mayhem) osnovala je Fairfax Srednja škola. Anthony Kiedis, Hillel Slovak, Jack Irons i Michael "Flea" Balzary su početni četverac. Njih četvero nikad nisu namjeravali biti dio punk scene Los Angelesa, jer je to trebao biti jedini koncert koji će oni odraditi skupa. Taj "jedini" koncert se dogodio 1983. u Rhytam lounge, i to pred jedva 30 ljudi.
Kiedis je napisao jednu pjesmu za tu prigodu, a izveli su je tako da je sastav improvizirao dok Kiedis repa pjesmu pod imenom "Out in L.A". Po završetku showa, promotori su bili tako oduševljeni te su pitali sastav da se vrate idući tjedan. Zbog tog neočekivanog uspjeha sastav je promijenio ime u Red Hot Chili Peppers, a zatim su svirali u još nekoliko navrata po raznim klubovima u L.A.-u. Šest pjesama s tih početnih koncerta je snimljeno na njihov prvi demoalbum.
Nekoliko mjeseci poslije sastav je potpisao za diskografsku kuću EMI. Međutim, Slovak i Irons su Red Hot Chili Peppers smatrali kao nešto "usputno", te su otišli i vratili se svojim prioritetima. Umjesto raspuštanja sastava, Kiedis i Flea su odlučili organizirati audiciju. Pridružili su im se Cliff Martinez i Jack Sherman.
Unajmili su Gang of four gitarista Andyja Gilla da im producira prvi album. Unatoč njihovom negodovanju, Gill ih je prisilio da sviraju čišći, krhiji i više prijateljski radio zvuk. Izdali su album The Red Hot Chili Peppers 10. kolovoza 1984., koji je na kraju ispao komercijalna pljuska. U početku se prodao u oko 250,000 primjeraka,i zaradio im malu marketinšku prepoznatljivost.
Turneja je prošla malo bolje, ali je napetost između Kiedisa i Shermana komplicirala tranzicije između koncerta i njihovog društvenog života. Nedugo zatim je Sherman dobio otkaz, a Slovak se vratio.

## Freaky Styley i The Uplift Mofo Party Plan (1985. – 1988.)
George Clinton je izabran da producira njihov novi album, Freaky Styley. Album je snimljen u Detroitovom slavnom R&B i Funky United Sound System studios kraj kampusa Wayne State Sveučilišta. Clinton je kombinirao razne elemente punka i funka, dopuštajući glazbi povezivanje raznolikosti tih određenih stilova. Iako je sastav imao mnogo bolji odnos s Clintonom nego s Gillom, Freaky Styley je izdan 16. Kolovoza 1985. godine, teško da je bio uspješniji od njihovog prvog albuma, ne uspijevajući se popeti na nijednu top listu. Turneja je također bila neplodna za sastav.
Cliff Martinez je otišao u ljeto 1986. godine ,pa je sastav privremeno unajmio Chucka Biscuitsa da završe turneju. Na iznenađenje sastava, Jack Irons, napokon odvojen od ostalih obaveza, ponovno im se pridružio. Sastav je odabrao Michaela Beinhorna da im producira novi album. Pjesme su se počele izrađivati brzo, spajajući isti funk osjećaj i ritam kao Freaky Styley, ali isto tako stvarajući žešći, izravniji pristup punk rocku i funk metalu. Ponovno ujedinjenje svih četvoro originalnih članova obnovilo je njihovu kreativnost, i oživilo proces snimanja.
29. rujna 1987. godine izdan je The Uplift Mofo Party Plan. Bio je to prvi njihov album koji se pojavio na top listama; iako je bio tek #148 na Billboard Hot 200, to je za njih bio značajan uspjeh. Međutim, tijekom tog perioda, Kiedis i Slovak su postali ovisnici, često napuštajući sastav ,jedni druge, pa čak i svoje bližnje. Slovak je zbog ovisnosti preminuo 25. lipnja 1988. godine, nedugo nakon zavšetka Uplift turneje. Kiedis je pobjegao iz grada i nije se pojavio na pogrebu, jer je smatrao da je situacija bila prekomplicirana da se nosi s time. Jack Irons je zatim napustio sastav, jer nije htio biti dio nečega gdje mu prijatelji umiru.

## Mother's Milk (1989. – 1990.)
U pokušaju da izađu na kraj sa Slovakovom smrću i odlaskom Ironsa, Kiedis i Flea su privremeno zaposlili Dead Kennedy bubnjara D.H. Peligroa i bivšeg gitarista DeWaynea "Blackbirda" Mcknighta. Ni jedan ni drugi se nisu dokazali, pa je to rezultiralo njihovom skorom zamjenom. Međutim, Peligrov kratki boravak imao je jednu vitalnu, dugoročnu posljedicu za sastav; njihov poznanik, John Frusciante, došao je na audiciju da popuni prazno mjesto gitarista. Frusciante je bio fasciniran Red Hot Cili Peppersima, te je bio oduševljen kad je saznao da je primljen kao njihov član.
Tri tjedna prije snimanja, sastav je još uvijek bio bez bubnjara, usprkos svim audicijama. Na kraju, bliski izvor im je rekao za bubnjara Chada Smitha, koji je kako kažu, tako stručan da bi ih "pojeo za doručak". Kiedis je sumnjao u Smitha, ali je na kraju ipak odlučio dati mu priliku. No Smith je na audiciji oduševio članove sastava, ne samo svojom sposobnošću da prati Fleain složeni ritam, već ga je na kraju počeo voditi. Nakon audicije Kiedis, Flea i Frusciante su primili Smitha u sastav.
Snimanje četvrtog albuma bilo je popraćeno sukobom s producentom Michaelom Beinhornom, čiji je glavni cilj bio dati Fruscianteu da svira glasno, slično heavy metalu. Ta modifikacija uznemirila je Frusciantea, jer se nije uklapala u njegov stil sviranja.
Mother's Milk, njihov četvrti album izdan je u kolovozu 1989. godine,i dao im prvi top modernu rock hit-baladu u čast Slovaku, Knock me down, i "Stevie Wonderov", Higher Ground. Album je dosegao #52 na Američkoj top listi i postao njihova prva zlatna ploča.

## Blood Sugar Sex Magik (1990. – 1992.)
Godine 1990., sastav je potpisao za Warner Bros. Records i unajmio Ricka Rubina da im producira njihov tada neimenovani peti album. Rubin je od tada producirao sve njihove studijske albume. Kod ovog albuma bili su puno produktivniji nego što je to bio slučaj dok su stvarali Mother's Milk, a Kiedis je rekao: "sada (svaki dan), uvijek imam nešto novo za napisati".
Kad su završili naporan šestomjesečni proces snimanja albuma, dugih probi, pisanja pjesama i inkubiranja ideja, Rubin nije bio zadovoljan običnim studijom, misleći da će sastav bolje funkcionirati u manje ortodoksnoj okolini. Naletio je na "nevjerojatnu, ogromnu, praznu, povijesnu, ukletu palaču na mediteranu. Sljedeći mjesec ili više, Kiedis, Frusciante i Flea ostali su unutar zidova palače u karanteni, no Smith je međutim, odlučio da neće živjeti u kući jer vjeruje da je ukleta.
Sastav se nije uspio odlučiti za naziv albuma, ali za Rubina, jedna pjesma se istaknula: "Blood Sugar Sex Magik". Iako nije bio baš najbolji izbor, Rick je vjerovao da je to "Sigurno najbolji naslov koji imamo".
"Blood Sugar Sex Magik" je izdan 24. rujna 1991. godine. Give it away je bio prvi singl; 1992. godine osvojio je Grammyja za "Najbolju Hard Rock izvedbu s vokalom" i postao njihov prvi broj jedan singl na modern Rock top listi. Balada "Under the Bridge", kao drugi singl postala je #2 na Billboard Hot 100 ,najbolje što je sastav dosegao na toj listi i postala jedna od njihovih najpoznatijih pjesama. Ostali singlovi kao "Breaking the Girl" i "Suck my Kiss" su veoma dobro prošli na top listama. Album je bio internacionalna senzacija, prodao se u 12 milijuna primjeraka i proširio im "Gledalište". Blood Sugar Sex Magik je došao na broj 310 Rolling Stone magazine liste The 500 Greatest Albums of All Time, a 1992. godine popeo se na #3 U.S. top liste albuma, skoro godinu dana nakon izdanja.
Nakon toga su mislili izdati pjesmu "Sir Psycho Sexy", kao njihov najnoviji singl. Međutim, u Warner Bros. Recordsu smatrali su da je pjesma previše grafična da svira na radiju.
Njihov uspjeh i ovisnost o drogama su uzimali svoj danak na Fruscianteu, koji je iznenada otišao iz sastava u svibnju 1992. godine za vrijeme turneje Blood Sugar u Japanu. Sastav je najavio za Lollapalooza festival zamjenskog gitarista Arika Marshalla (koji se pojavio s njma na kraju četvrte sezone Simpsona, "Krusty Gets Kancelled" i spotovima za "Breaking the Girl" i "If You Have to Ask"). Ni on nije trajao dugo, ostatak sastava izjavio je da "nije bilo kemije među nama". Na kraju im se pridružio bivši gitarist sastava Jane's Addiction, Dave Navarro.

## One Hot Minute (1993. – 1998.)
Dave Navarro se u sastavu prvi put pojavio na Woodstocku '94, gdje su nosili okruglaste kostime povezane s kromiranim odijelima, koji su im onemogućavali sviranje. Izgledalo je da se Navarro uklopio u sastav, no odnos između njih trojice i Navarra počeo se raspadati. Njegov drugačiji stil sviranja je učinio izvedbu težom otkad su počeli svitrati zajedno i to je bio problem kroz nekoliko idućih godina sve dok njegov prvi i jedini album s Red Hot Chili Peppersima, One Hot Minute nije snimljen i izdan 12. rujna 1995. godine. Sastav je opisao One Hot Minute kao tmurnije, tužnije izanje od svih prošlih. Usprkos različitim kritikama, album je bio komercijalni uspjeh. Prodao se u pet milijuna primjeraka diljem svijeta, stvorio treći #1 singl, balada "My Friends" i uživao uspjeh na top listama s pjesmama "Warped" i "Aeroplane".
Neke njihove prerade pojavile su se i u nekoliko soundtrackova. "I Found Out", od Johna Lennona bila je na soundtracku za Working Class Hero:A Tribute to John Lennon.". Love Rollercoaster" od Ohio Playersa bila je na Beavis and Butthead Do America soundtracku i izdana je kao singl.
Do tada je Kiedis još bio ovisan o heroinu. U travnju 1998. godine objavljeno je da Navarro napušta sastav zbog kreativnih razlika; Kiedis je izjavio da je odluka bila obostrana. Međutim, novine su tada pisale da je Navarro otpušten nakon što je došao na vježbu pod utjecajem droge, te da je pao preko svog pojačala. Kiedis je rekao da, "iako bi taj događaj trebao biti smiješan, bio je jadan i drago mi je zbog Navarrovog odlaska".

## Californication (1998. – 2001.)
Nekoliko godina od njegovog odlaska iz sastava, pročulo se da je Frusciante ovisnik o heroinu, što ga je dovelo do siromaštva i skore smrti. U siječnju 1998. godine nagovorili su ga da otiđe u Las Encinas Rehabilitacijski Centar. Proces je trajao do veljače te godine, a zatim je iznajmio mali stan u Silver Lakeu. Dok je bio ovisnik zadobio je mnoge ozljede, neke su zahtijevale operacije od kojih je dobio ožiljke po rukama, uništen nos i nove zube da se spriječi fatalna infekcija.
U travnju 1998. godine Flea ga je posjetio i i dao mu ponudu koju on nije mogao odbiti, povratak u sastav. Po prvi put u šest godina, njih četvero su stali na pozornicu da započnu novu eru Red Hot Chili Peppersa. Anthony Kiedis je izjavio: "Za mene, to je bio odlučujući trenutak našeg zajedničkog života. Tad sam znao da je to prava stvar, da je magija na pomolu. Odjednom svi čujemo, svi slušamo i umjesto da budemo ograničeni, možemo opet zasvirati u tom univerzalnom orkestru".
Usprkos njihovom oduševljenju što se Frusciante vratio, on je bio i fizički i psihički rastrgan. Nije svirao nekoliko godina, prodao je sve gitare koje je posjedovao da kupi drogu i teško mu je bilo vratiti život u normalu nakon godina konzumiranja droge. Međutim,njegov talent se vratio, a njegove pjesme su opet bile one stare. 8. lipnja 1999. godine, nakon gotovo godinu dana pedantne vježbe, izdan je Californication, njihov sedmi studijski album. Bio je skoro pa instant postignuće, prodao se u više od 15 milijuna primjeraka i postao njihov najuspješniji album do danas.
Izbio je na Nr.3 u Americi i proizveo još tri moderna rock hita: "Scar tissue", "Otherside" i "Californication". "Scar Tissue" osvojio je Grammy za najbolju rock pjesmu 2000. godine. Drugi singlovi bili su "Around the World", "Road Trippin'" i "Parallel Universe", koji su izbili na sam vrh Top 40 modern rock hitova iako nisu izdani kao singlovi.
U srpnju 1999. godine, kao dio njihove dvogodišnje međunarodne turneje Californicationa ,nastupili su na Woodstocku 1999. godine. Deset minuta prije nastupa sestra Jimija Hendrixa ih je zamolila da sviraju Jimijeve pjesme. Nakon malo oklijevanja, odlučili su svirati njegov klasik "Fire", koji su preradili na albumu Mother's Mlik. Godine 2001. izdali su svoj prvi DVD koncert, Off The Map, kojeg je režirao dugogodišnji prijatelj Dick Rude, koji je isto tako producirao spotove za "Catholic School Girls Rule" i "Universally Speaking", a kadrove je uzeo s brojnih turneja po svijetu.

## Diskografija
- The Red Hot Chili Peppers (1984.)
- Freaky Styley (1985.)
- The Uplift Mofo Party Plan (1987.)
- Mother's Milk (1989.)
- Blood Sugar Sex Magik (1991.)
- One Hot Minute (1995.)
- Californication (1999.)
- By the Way (2002.)
- Stadium Arcadium (2006.)
- I'm with You (2011.)
- The Getaway (2016.)
- Unlimited Love (2022.)
- Return of the Dream Canteen (2022.)

## Vanjske poveznice
- Službena stranica